# Ivan Filli
Ivan Filli, slovenski slikar samouk, * 14. november 1923, Tolmin, † 20. december 1973, Šempeter pri Gorici.

## Življenje in delo
Ivan Filli se je rodil očetu Vinku Filliju, ki je bil skladatelj in zborovodja, in materi Justini Filli, rojeni Kuk. Obiskoval je osnovno šolo v Tolminu, pa tudi učiteljišče, na katerem je maturiral leta 1942. Svojo prvo službo kot učitelj je opravljal na Colu nad Ajdovščino. Leta 1943 so ga odpeljali v posebne bataljone v Melfi, Južno Italijo. Kratek čas po tem je stopil v stik s partizani, za kar je bil začetek leta 1944 aretiran in obsojen na zaporno kazen. Sedeti je moral pet let s prisilnim delom, kazen naj bi prestajal v Nemčiji, od koder se je vrnil po koncu vojne, bolan. Po vrnitvi iz zapora je sprejel novo učiteljsko službo, in sicer v Ljubljani in Čadrgu. Kasneje se je zaposlil pri obrtni zbornici okraja Tolmin. Avgusta 1963 se je zaposlil v oglasnem oddelku tovarne Salonit Anhovo, danes Alpacem.
Med letoma 1952 in 1963 je živel kot svobodni umetnik, saj ga je to veselilo, čeprav se ni imel možnosti izšolati v tej smeri. Največ se je ukvarjal s slikarstvom, to je želel tudi študirati, vendar mu okoliščine niso dopuščale. Poleg slikanja se je ukvarjal tudi z grafiko in aranžiranjem, izdelal je na primer osnutek za ovitek, v katerega pakira maslo tovarna Planika, napis firme na tovornjakih Avtoprevoza Tolmin, zaščitni znak Metalflexa v Tolminu, pa tudi večje število plakatov, napisov, reklamnih predmetov, spominskih značk, spominsko razglednico ob Gregorčičevi proslavi na Vrsnem. Slikal je predvsem pokrajino v olju in akvarelni tehniki. V času delovanja Tolminskega gledališča je tudi slikal kulise za posamezne predstave, v njih pa tudi igral. Poleg tega je igral na violino in violončelo in pisal pesmi, ki pa jih ni objavil. Svoje slike je v šestdesetih letih razstavil v Tolminu.